# Partido judicial de Tomelloso
El partido judicial de Tomelloso es partido judicial n.º8 de la provincia de Ciudad Real, comprende  los municipios ciudadrealeños de Argamasilla de Alba, Ruidera, Socuéllamos y Tomelloso.

Su capital se encuentra en Tomelloso. Concretamente dos de sus juzgados de primera instancia e instrucción se encuentran en la calle Francisco Carretero, número 17 de la citada localidad, así como el tercero en 
Cervera, 14.
La extensión del partido es de 1052,3  km² y su población a 2023 era de 55 523  habitantes.